# Коножатка
Коножатка (пол. Konorzatka) — село в Польщі, у гміні Адамув Луківського повіту Люблінського воєводства.
Населення — 170 осіб (2011).
У 1975-1998 роках село належало до Седлецького воєводства.

## Демографія
Демографічна структура станом на 31 березня 2011 року:
|          | Загалом | Допрацездатний вік | Працездатний вік | Постпрацездатний вік |
| -------- | ------- | ------------------ | ---------------- | -------------------- |
| Чоловіки | 88      | 18                 | 63               | 7                    |
| Жінки    | 82      | 9                  | 55               | 18                   |
| Разом    | 170     | 27                 | 118              | 25                   |